# The Brutalist
Pour plus de détails, voir Fiche technique et Distribution.
The Brutalist est un drame américano-britannico-hongrois co-écrit et réalisé par Brady Corbet, sorti en 2024.
Le film reçoit plus de 110 prix pour plus de 310 nominations et est classé comme étant l'un des dix meilleurs films de 2024 par l’American Film Institute.

## Synopsis
Le film raconte l’histoire, sur près de trente ans, d'un architecte juif né en Hongrie, László Toth. Revenu d'un camp de concentration, il émigre avec sa femme, Erzsébet, après la fin de la Seconde Guerre mondiale aux États-Unis pour connaître son "rêve américain". Le titre du film vient du style d’architecture brutalisme.

### Ouverture
László Tóth, survivant juif hongrois de l'Holocauste, séparé de force de son épouse et de sa nièce orpheline après avoir été envoyé au camp de concentration de Buchenwald, émigre aux États-Unis. Alors que son navire entre dans le port de New York, il aperçoit la statue de la Liberté. Architecte formé au Bauhaus, László se rend en bus à Philadelphie, où il reste avec son cousin Attila et l'épouse catholique de celui-ci, Audrey, pendant qu'il cherche du travail. Tout juste arrivé, Attila accueille László en lui révèlant que son épouse Erzsébet et sa nièce Zsófia sont toujours en vie, mais coincées en Europe en raison de la mauvaise santé d'Erzsébet.

### Partie 1: L'Énigme de l'arrivée (1947-1952)
En 1947, Attila propose à László de travailler dans son magasin de meubles. Il est logé dans une chambre de fortune, situé dans un placard caché derrière la salle d'exposition du magasin, et utilise une salle de bain de service à l'arrière du bâtiment. Il apprend également qu'Attila a abandonné ses origines juives et s'est assimilé à la culture américaine en nommant son business "Miller & Sons" (ce dernier n'ayant même pas d'enfants non plus).
Ils sont bientôt chargés de rénover la bibliothèque d'un immense manoir appartenant au riche industriel Harrison Lee Van Buren, à la demande de son fils Harry, pendant que son père est absent. Harry leur propose 1 000 dollars pour la rénovation, mais László le convainc que les travaux nécessiteront le double, ce que Harry accepte de régler. Après une soirée arrosée dans l'appartement d'Attila et Audrey pour fêter cela, cette dernière exprime son dédain pour László et suggère qu'il aille vivre ailleurs.
De retour au manoir et les travaux tout juste finis, Harrison rentre à la maison plus tôt que prévu, et est furieux de découvrir cette "rénovation surprise". Il licencie les hommes sur le champ, et son fils Harry refuse de payer les honoraires. Attila exige que László quitte leur maison, le blâmant pour l'échec du projet et l'accusant à tort d'avoir dragué son épouse (sous-entendant qu'elle a menti pour assurer son expulsion). Trois ans plus tard, László, devenu héroïnomane, travaille comme ouvrier pour charger du charbon et vit dans un logement social avec Gordon, un père célibataire afro-américain avec lequel László s'est lié d'amitié peu après son immigration lorsqu'il faisait la queue à une soupe populaire. Un jour, Harrison rend visite à László sur son lieu de travail afin de lui présenter ses excuses, et lui apprendre que la rénovation de sa bibliothèque a été publiée dans un article paru dans un magazine architectural populaire. Curieux, Harrison découvre que László était un architecte accompli en Europe et que certains de ses travaux ont survécu à la guerre.
Harrison paie à László les 2 000 $ d'honoraires que son fils avait refusé de payer au départ - que Gordon et László dépenseront ensuite en héroïne - et invite László à une fête en son honneur, où il lui demande de construire un grand projet en hommage à la défunte mère d'Harrison : un centre communautaire comprenant une bibliothèque, un théâtre, un gymnase et une chapelle, le tout dans un seul et même bâtiment. Les travaux commencent immédiatement, László vivant et travaillant sur place et employant Gordon - tous deux encore héroïnomanes. Harrison présente László à son avocat personnel, qui accélère l'immigration de l'épouse et de la nièce de László.

### Partie 2: La Quintessence du beau (1953-1960)
Après un entracte de 15 minutes, le film reprend.
En 1953, László accueille Erzsébet et Zsófia à la gare et découvre qu'en raison de la guerre, son épouse Erzsébet, atteinte d'ostéoporose causée par la famine, est en chaise roulante, et sa nièce Zsófia est incapable de parler. Lors d'un déjeuner, Harrison est étonné d'apprendre qu'Erzsébet a étudié à Oxford en Angleterre, ayant un meilleur accent anglais que son mari qui vit pourtant maintenant depuis 5 ans aux États-Unis, et qu'Harrison qualifie d'accent de « cireur de chaussures ».
Pendant la construction du centre communautaire, László se heurte aux entrepreneurs et aux consultants embauchés par Harrison qui s'écartent de sa conception afin de réduire les coûts, et à Harry qui l'insulte en lui disant que lui et sa famille sont uniquement « tolérés », et faisant des remarques obscènes sur Zsófia. László avertit Zsófia d'éviter Harry bien que celui-ci l'ait apparemment déjà agressée. Après le déraillement d'un train transportant des matériaux, causant des blessés graves, et les frais juridiques qui en découlent, Harrison arrive sur le chantier furieux. Il annonce à László que le projet est abandonné et licencie tous les ouvriers sur le champ.
En 1958, László et Erzsébet s'installent à New York. Il travaille comme dessinateur dans un cabinet d'architecture, elle pour un journal en tant que rédactrice de la section cosmétique. Zsófia, qui a recouvré la capacité de parler, attend un enfant de son mari, Binyamin. Ils annoncent qu'ils font leur aliyah et qu'ils déménagent à Jérusalem. László annonce en même temps qu'Harrison l'a contacté pour relancer le projet de construction et l'invite à se rendre en Italie pour quelques jours. Ces deux nouvelles attristent Erzsébet, qui se sent seule et abandonnée.
László retrouve Harrison dans les carrières de Carrare pour acheter du marbre. Le soir même, après une soirée arrosée, Harrison viole un László ivre, le traitant de sangsue sociale qui ne demande qu'à être persécutée. De retour aux États-Unis, László, encore traumatisé par ce qu'il s'est passé, devient de plus en plus belliqueux, licenciant impulsivement Gordon lors d'une dispute. Il se lamente auprès d'Erzsébet qu'ils ne sont pas les bienvenus en Amérique, lui expliquant les mépris qu'il a subi de la part d'Harrison, Harry et Audrey.
Après que László eut failli tuer Erzsébet en lui donnant de l'héroïne pour soulager la douleur de son ostéoporose, elle propose qu'ils vivent à Jérusalem avec Zsófia et sa famille, ce qu'il accepte. Peu de temps après, Erzsébet, qui utilise désormais un déambulateur au lieu d'un fauteuil roulant, rend visite un soir à Harrison et le traite de violeur devant sa famille et ses associés. Son fils Harry, enragé, la pousse violemment dehors, avant que Maggie n'intervienne et ne l'aide à rejoindre son taxi. Dans la panique, Harry et Maggie se rendent compte que leur père a disparu, et Harry organise une expédition afin de le retrouver. Tous partent en direction du centre communautaire, mais Harrison ne sera jamais retrouvé.

### Épilogue: Première Biennale d'architecture à Venise (1980)
En 1980, une rétrospective des œuvres de László est organisée à Venise. Il est désormais veuf, aphasique et en fauteuil roulant. L’exposition présente le centre communautaire, enfin achevé en 1973, après une interruption de dix ans. Zsófia, accompagnée de sa fille maintenant adulte et d’un László vieillissant, prononce un discours soulignant la façon dont László a conçu le centre communautaire Van Buren pour le faire ressembler aux camps de concentration où ont été emprisonnés les Tóth, lui conférant un rôle de catharsis pour les traumatismes. Elle termine en affirmant que László lui a dit un jour : « Peu importe ce que les autres essaient de vous faire gober, c’est la destination qui compte, pas le voyage », une réponse à Kierkegaard ou Emerson : « La vie est un voyage et non une destination ».

## Fiche technique
Sauf indication contraire, les informations mentionnées dans cette section peuvent être confirmées par la base de données cinématographiques IMDb,  présente dans la section « Liens externes ».
- Titre original et francophone : The Brutalist
- Réalisation : Brady Corbet
- Scénario : Brady Corbet et Mona Fastvold
- Musique : Daniel Blumberg
- Décors : Judy Becker (en)
- Costumes : Kate Forbes
- Photographie : Lol Crawley
- Montage : Dávid Jancsó (en)
- Production : Brady Corbet, Nick Gordon, D. J. Gugenheim, Andrew Lauren, Trevor Matthews, Andrew Morrison, Brian Young
  - Production exécutive : David Hinojosa, Pamela Koffler, Christine Vachon
  - Production associée : Maddie Browning, Alexa Goldberg, Joseph King Salwen
- Sociétés de production : Andrew Lauren Productions, Protagonist Pictures, Brookstreet Pictures, Killer Films, Three Six Zero Group, Intake Films, Proton Cinema
- Sociétés de distribution : A24 (États-Unis), Universal Pictures (France)
- Budget : environ 10 millions de dollars[3]
- Pays de production :  États-Unis,  Royaume-Uni,  Hongrie[4],[5]
- Langue originale : anglais[6], yiddish[6], hongrois[6], italien[6]
- Format : couleur - 1,85:1 - 35mm (VistaVision) - Dolby Digital
- Genre : drame
- Durée : 215 minutes
- Dates de sortie :
  - Italie : 1er septembre 2024 (Mostra de Venise)
  - Canada : 28 septembre 2024 (Festival de Toronto) ; 25 décembre 2024 (sortie limitée) ; 24 janvier 2025 (sortie nationale)
  - États-Unis : 28 septembre 2024 (Festival de New York) ; 20 décembre 2024 (sortie limitée)
  - France : 25 janvier 2025 (Festival d'Angers) ; 12 février 2025 (sortie nationale)[7]
  - Belgique : 5 février 2025
  - Suisse romande : 5 février 2025

## Distribution
Sauf indication contraire, les informations mentionnées dans cette section peuvent être confirmées par la base de données cinématographiques IMDb,  présente dans la section « Liens externes ».
- Adrien Brody : László Toth
- Felicity Jones : Erzsébet Toth
- Guy Pearce : Harrison Lee Van Buren
- Joe Alwyn : Harry Lee Van Buren, le fils d'Harrison
- Raffey Cassidy (VF : Pauline Belle) : Zsófia / la fille de Zsófia en 1980
  - Ariane Labed : Zsófia en 1980
- Stacy Martin : Maggie Van Buren, la fille d'Harrison
- Isaach de Bankolé : Gordon
- Alessandro Nivola : Attila, le cousin de László
- Emma Laird : Audrey, l'épouse d'Attila
- Jonathan Hyde : Leslie Woodrow
- Peter Polycarpou : Michael Hoffman
- Maria Sand (VF : Claire Beaudoin) : Michelle Hoffman
- Salvatore Sansone : Orazio
- Michael Epp : Jim Simpson
- Hermina Fátyol (VF : Clémentine Verdier) : Madame

 Source et légende : version française (VF) sur RS Doublage

## Production

### Genèse et développement
Le 6 septembre 2018, le site américain Deadline annonce que le réalisateur Brady Corbet a choisi le drame d'époque The Brutalist comme son prochain projet après la première mondiale de Vox Lux. L'histoire commence en 1947, alors qu'un architecte juif d'origine hongroise émigre aux États-Unis. D'abord contraint de travailler dans la misère, il décroche bientôt un contrat qui va changer le cours de sa vie. Andrew Lauren Productions (ALP) développe le scénario avec Corbet et finance le long-métrage. Corbet co-écrit le scénario avec sa compagne Mona Fastvold. Le film est produit par Andrew Lauren et D.J. Gugenheim pour les sociétés américaines ALP et Three Six Zero de Brian Young, les britanniques Brookstreet et Intake Films et la hongroise Proton Cinema. Protagonist Pictures gère les ventes internationales et CAA Media Finance gère les ventes aux États-Unis.
Dès la conception du scénario, Corbet inclut un entracte d'un quart d'heure dans le film, une tradition quasiment disparue dans le cinéma américain moderne. L'équipe du film a diverses suggestions pour passer le temps.

### Attribution des rôles
Le 2 septembre 2020, Joel Edgerton, Marion Cotillard et Mark Rylance sont annoncés dans les rôles principaux,. Sebastian Stan, Vanessa Kirby, Isaach De Bankolé, Alessandro Nivola, Raffey Cassidy et Stacy Martin ont également été annoncés dans des rôles non précisés. Le tournage devait commencer en Pologne en janvier 2021,. Le film est tourné en anglais, yiddish, hongrois avec quelques dialogues en italien. Protagonist Pictures présente le projet aux acheteurs lors du Festival du film de Toronto 2020.
Le directeur de la photographie Lol Crawley, le monteur Dávid Jancsó et la costumière Kate Forbes sont annoncés le 9 mars 2023. Daniel Blumberg composera la bande originale du film.
En 2023, Joel Edgerton, Marion Cotillard et Mark Rylance sont respectivement remplacés par Adrien Brody, Felicity Jones et Guy Pearce. Sebastian Stan et Vanessa Kirby sont également remplacés. Joe Alwyn, Jonathan Hyde, Emma Laird et Peter Polycarpou sont annoncés dans la distribution le 11 avril 2023.

### Tournage
Le tournage devait initialement commencer en 2020, mais il est reporté en raison de la pandémie de Covid-19. Il est reporté une deuxième fois en janvier 2021, à nouveau en août 2021, et finalement à la fin du printemps 2022. Dans une interview pour le podcast The Sync Reporter le 11 août 2022, Brady Corbet déclare que le tournage commencerait au quatrième trimestre 2022. Dans une interview pour le magazine italien Muse en février 2023, Stacy Martin affirme que son prochain projet avec Brady Corbet commencera en mars 2023.
Le tournage commence finalement à Budapest, en Hongrie,, le 16 mars 2023,. La production est transférée de Budapest à la ville de Carrare en Toscane, en Italie, le 29 avril 2023,, et le tournage se termine le 5 mai 2023.
Le film est tourné au format VistaVision qui était devenue la norme à l'époque. Ce choix artistique signifie que la pellicule de la version finale du film représente vingt-six bobines, pesant 150 kilos au total.

## Accueil

### Controverses sur l'utilisation de l'intelligence artificielle
Peu de temps avant sa sortie, le film subit une controverse autour de l'utilisation d'intelligence artificielle pendant sa production. Lors d'une interview, le monteur du film (hongrois lui-même), Dávid Jancsó, explique que la production a utilisé une technologie ukrainienne nommée Respeecher afin de rendre l'accent des acteurs principaux plus authentique pour certaines syllabes lors de dialogues en hongrois. Jancsó se défend de cette utilisation par le petit budget du film, ce qui aurait pu permettre de raccourcir la durée de la post-production déjà très longue de 18 mois.
Une autre technologie d'IA a également été utilisée pour la conception des plans d'architectes dessinés par le personnage de László, présents à la fin du film. Toujours dans la même interview, Jancsó explique que pour cette étape, l'IA a été assez peu utilisée, et qu'encore une fois, le budget du film était limité et que cela permettait d'accélérer la post-production.
À la suite de cela, le réalisateur, au travers d'une conférence de presse, s'explique sur cette utilisation. Il y confirme que Respeecher a uniquement été utilisé pour améliorer certains détails au niveau de l'accent des acteurs lors des dialogues en hongrois, mais que cela n'a quasi pas impacté leurs voix originales. Concernant les plans d'architectes, Corbet se défend également en expliquant que tous les dessins sont originaux et dessinés des mains de la cheffe décoratrice Judy Becker.

### Accueil critique
En France, le site Allociné donne une moyenne de 4,3⁄5, d'après l'interprétation de 40 critiques de presse. Sur Letterboxd, le film obtient une moyenne de 4,1⁄5 pour 2 400 avis (en février 2025). Selon Télérama, The Brutalist est un « choc absolu, un film monde, un évènement cinématographique ».
L'American Film Institute le classe parmi les dix meilleurs films de 2024.

### Box-office
| Pays ou région    | Box-office      | Date d'arrêt du box-office | Nombre de semaines |
| ----------------- | --------------- | -------------------------- | ------------------ |
| États-Unis Canada | 16 034 491 $    | en cours                   | 12                 |
| France            | 409 970 entrées | en cours                   | 10                 |
| Total mondial     | 45 391 706 $    | en cours                   | en cours           |

## Distinctions
Sauf indication contraire, les informations mentionnées dans cette section peuvent être confirmées par la base de données cinématographiques IMDb,  présente dans la section « Liens externes ».

### Récompenses
- Mostra de Venise 2024 :
  - Lion d'argent du meilleur réalisateur pour Brady Corbet[36]
  - Prix FIPRESCI de la compétition officielle
  - Prix ARCA CinemaGiovani du meilleur film
  - Prix CinemaSarà de la Cineteca Italiana
  - Prix UNIMED pour la diversité culturelle
- BAFTA 2025 : 
  - Meilleur réalisateur pour Brady Corbet
  - Meilleur acteur pour Adrien Brody
  - Meilleure photographie pour Lol Crawley
  - Meilleure musique originale pour Daniel Blumberg
- Golden Globes 2025[37] :
  - Meilleur film dramatique
  - Meilleure réalisation pour Brady Corbet
  - Meilleur acteur dans un film dramatique pour Adrien Brody
- Oscars 2025 : 
  - Meilleur acteur pour Adrien Brody
  - Meilleure photographie pour Lol Crawley
  - Meilleure musique de film pour Daniel Blumberg

### Nominations
- BAFTA 2025 : 
  - Meilleur film
  - Meilleure actrice dans un second rôle pour Felicity Jones
  - Meilleur acteur dans un second rôle pour Guy Pearce
  - Meilleur scénario original pour Brady Corbet et Mona Fastvold
  - Meilleurs décors pour Judy Becker (en) et Patricia Cuccia
- Golden Globes 2025 : 
  - Meilleur acteur dans un second rôle pour Guy Pearce
  - Meilleure actrice dans un second rôle pour Felicity Jones
  - Meilleur scénario pour Brady Corbet et Mona Fastvold
  - Meilleure musique de film pour Daniel Blumberg
- Oscars 2025 :
  - Meilleur film
  - Meilleur réalisateur pour Brady Corbet
  - Meilleur acteur dans un second rôle pour Guy Pearce
  - Meilleure actrice dans un second rôle pour Felicity Jones
  - Meilleur scénario original pour Brady Corbet et Mona Fastvold
  - Meilleurs décors pour Judy Becker et Patricia Cuccia
  - Meilleur montage pour Dávid Jancsó (en)

### Sélections
- Mostra de Venise 2024 : sélection officielle, en compétition[38]
- Festival du film de New York 2024 : en compétition officielle[39]